# Mugaritz
Mugaritz es un conocido restaurante de Rentería, Guipúzcoa (España), que abrió sus puertas en marzo de 1998 bajo la dirección del cocinero Andoni Luis Aduriz. Desde el año 2006 está considerado uno de los mejores del mundo según la revista Restaurant y, recientemente, ha sido nombrado el séptimo en este ranking.

## Historia

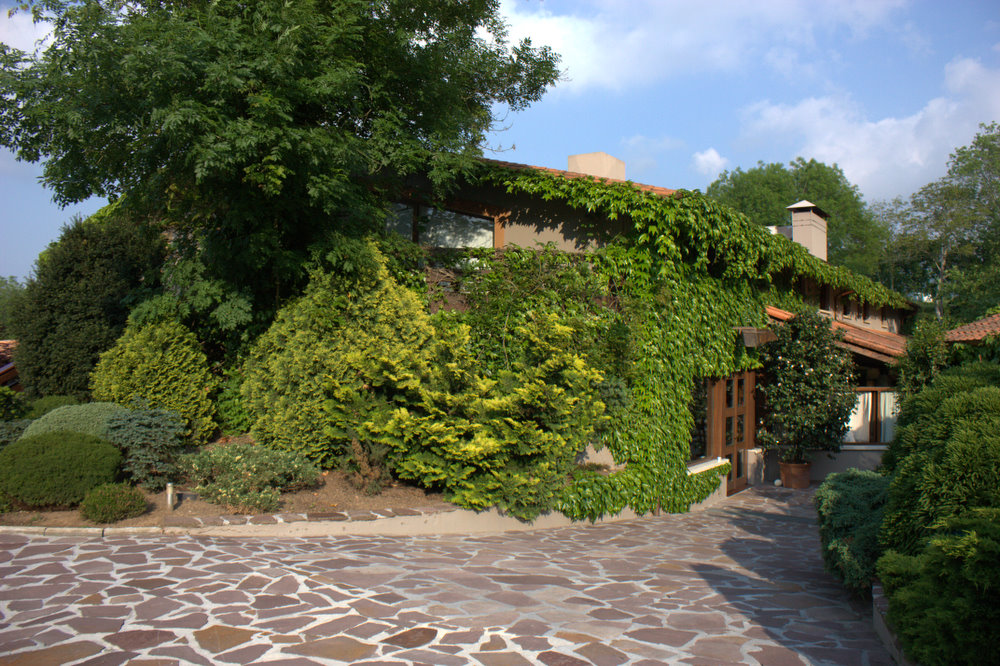
Entrada en el restaurante Mugaritz.

El restaurante ha sido reconocido por la prensa como "el fenómeno gastronómico más importante en el panorama mundial en los últimos tiempos". Tanto Mugaritz como Andoni Luis Aduriz frecuentan las páginas de medios como "Omnivore", "Le Figaro" en Francia, "Brutus", "Cuisine Kingdom" en Japón, "El Comercio" y "La República" en Latinoamérica y las norteamericanas "Time" o "The Observer".
Mugaritz obtuvo su primera estrella Michelín en el año 2000 y, cinco años después, en 2005, la Guía Michelín le concedió la segunda.
El restaurante también cuenta con la máxima calificación por parte de la Guía Repsol, los Tres Soles, así como multitud de reconocimientos por su actividad innovadora y creativa en la gastronomía.

## Incendio
La madrugada del 15 de febrero de 2010 un cortocircuito provocó un grave incendio en la cocina de Mugaritz, por lo que el restaurante estuvo cerrado cuatro meses. Tras el fuego, el equipo recibió miles de muestras de solidaridad de todo el mundo, lo que le dio fuerza para seguir adelante con el proyecto.

## Libros
Mugaritz ha desarrollado una amplia labor en el ámbito editorial y fruto de ello son los siguientes libros en los que ha participado como autor o coautor.
- La joven cocina vasca (1996). Hiria liburuak.
- El mercado en el plato (1998). Editorial Lur.
- Tabula Huevo Archivado el 6 de junio de 2020 en Wayback Machine. (2000). Ixo editorial.
- Foie Gras Archivado el 6 de junio de 2020 en Wayback Machine. (2002). Ixo editorial.
- Tabula Bacalao (2003). Montagud editores.
- Clorofilia Archivado el 6 de junio de 2020 en Wayback Machine. (2004). Ixo editorial.
- Txikichef Archivado el 6 de junio de 2020 en Wayback Machine. (2006). Hariadna editorial.
- Bestiarium Gastronomicae Archivado el 6 de junio de 2020 en Wayback Machine. (2006). Ixo editorial.
- Tabula 35 mm Archivado el 6 de junio de 2020 en Wayback Machine. (2007). Ixo editorial.
- Diccionario Botánico para Cocineros Archivado el 6 de junio de 2020 en Wayback Machine. (2007). Ixo editorial.
- La botánica del deseo Archivado el 6 de junio de 2020 en Wayback Machine. (2008). Prólogo de la edición en castellano del libro de Michael Pollan.
- Las primeras palabras de la cocina Archivado el 6 de junio de 2020 en Wayback Machine. (2009). Ixo editorial.
- Los Bajos de la Alta Cocina Archivado el 6 de junio de 2020 en Wayback Machine. (2009). Ixo editorial.
- El Dilema del Omnívoro Archivado el 5 de junio de 2020 en Wayback Machine. (2011). Prólogo de la edición en castellano del libro de Michael Pollan.
- El Gourmet Extraterrestre Archivado el 24 de septiembre de 2015 en Wayback Machine. (2011). Editorial Planeta.
- Larousse Gastronomique (2011). Editorial Larousse. Edición revisada y prologada por A. Luis Aduriz.
- Innovación abierta y alta cocina (2011). Ediciones Pirámide
- Mugaritz - A Natural Science of Cooking - Archivado el 20 de mayo de 2014 en Wayback Machine. (2012). Editorial Phaidon Press / RBA / Kosmos.
- Cocinar, comer, convivir Archivado el 24 de septiembre de 2015 en Wayback Machine. (2012). Ediciones Destino.
- Mugaritz. La cocina como ciencia natural Archivado el 25 de agosto de 2016 en Wayback Machine. (2012). RBA.
- Mugaritz BSO (2012). Ixo producciones
- Las recetas de mi casa, (2013). Ediciones Destino.
- Cocinar para vivir, (2015). Ediciones Destino.
- Campo a través, (2015). Productores: IXO Producciones, La Fura dels Baus, Euskaltel, Radio Televisión Española.